# Yann-Antony Noghès
Pour les articles homonymes, voir Noghès.
Yann-Antony Noghès [jan ɑ̃.tɔ.ni nɔ.ɡɛs], né le 17 janvier 1979 à Monaco, est présentateur, réalisateur de documentaires et producteur de télévision monégasque.      

## Biographie

### Formation
Yann-Antony Noghès est diplômé en relations internationales (international economics) de l'université Tufts (Boston, 1996-1999) et en journalisme de l'Institut français de presse Panthéon-Assas (Paris, 1999-2000). 

### Vie privée
Yann-Antony Noghès, issu d'une vieille famille monégasque, est le petit-fils d'Antony Noghès, parlementaire monégasque et créateur du Grand Prix de Monaco et du Rallye Monte-Carlo,. Il est également le petit-fils de l'industriel breton Jean Leroux, fondateur des chantiers navals Leroux et Lotz.
Yann-Antony Noghès est marié avec l'avocate belge Pierre-Anne du Monceau de Bergendal (dite Pierre-Anne Noghès-du Monceau et exerçant en Principauté de Monaco). Ils sont parents de trois filles.

## Vie professionnelle
Yann-Antony Noghès commence sa carrière sur la chaîne Public Sénat aux côtés de Jean-Pierre Elkabbach début 2000. Il travaille cinq ans à la direction de l’information du Parlement européen à Bruxelles. 
Entre 2006 et 2015, il est correspondant à Bruxelles de la première chaîne française d'information en continu BFM TV et de la radio/télévision économique BFM Business. Il a réalisé la chronique quotidienne intitulée La Page Europe au sein du Grand journal de BFM Radio (2006-2009), et présente les magazines d'actualités Europe hebdo (2007-2008), puis La Faute à Bruxelles? (2010-2011) sur BFM TV.  
Entre 2008 et 2012, il est correspondant à Bruxelles du quotidien économique français La Tribune, pour lequel il couvre la crise économique et interviewe plusieurs chefs d'État et de gouvernement ainsi que de nombreuses personnalités comme José Manuel Durão Barroso, Jean-Claude Trichet ou Mikhaïl Gorbatchev. Le 29 novembre 2011, il annonce en exclusivité dans La Tribune avec Robert Jules que « l'agence de notation Standard & Poor's compte placer le AAA de la France sous perspective négative sous huitaine ». D'abord démentie par le Premier ministre François Fillon (« Je peux vous dire que La Tribune raconte n'importe quoi »), l'information est confirmée six jours plus tard avec le placement de la France par Standard & Poor's sous « perspective négative ».
Entre 2011 et 2013, il présente et produit le magazine mensuel de reportages Investigations sur la première chaîne francophone belge RTL TVI, la chaîne hongroise RTL Klub, la chaîne croate RTL Televizija et la chaîne luxembourgeoise RTL Télé Lëtzebuerg.
Dans le cadre de la campagne présidentielle française de 2012, il réalise des interviews de candidats tels que l'ancien Premier ministre Dominique de Villepin ou François Bayrou au sein de l'émission politique de BFM TV présentée par Olivier Mazerolle. 
Entre 2012 et 2016, il anime le magazine de débat hebdomadaire 500 Millions d'Européens consacré aux affaires européennes sur BFM Business, en partenariat avec le réseau Euranet+, Politico et Courrier International. Emmanuel Macron, Thomas Piketty ou Mario Monti ont participé à ce talk-show. Jean Quatremer, Florence Autret, Jean-Sébastien Lefebvre et Charles de Marcilly formaient l'équipe de chroniqueurs.   
Depuis 2015, il dirige avec Alexandre Rougier la société de production Check Productions, basée à Bruxelles et Monaco, qui produit des émissions telles que Les Enfants de... présentée par Pascal Vrebos, "Les Belges de Monaco" ,présentée par Karen Minier et Jean-Michel Zecca, C'est grave, Docteur ? présentée par Caroline Fontenoy, "Des Belges en Or" présentée par Pascal Vrebos ou "Enquête publique" sur LCI présentée par Guilaine Chenu.    
En juin 2015, à la suite d'une intervention sur BFM TV dans laquelle il a décrit le passé des alliés du Front national au Parlement européen, Marine Le Pen a appelé ses militants sur Twitter à le spammer.  La société des journalistes de BFM TV a dénoncé une attaque « infondée et incompréhensible » de la part de la responsable politique. En novembre 2015, au lendemain des attentats de Paris, il a réalisé une interview exclusive de Mohamed Abdeslam dans laquelle ce dernier a appelé son frère Salah Abdeslam à se rendre.   
Entre 2016 et 2018, il présente le concours de jeunes reporters "On refait l'Europe", avec un grand reportage à travers les 28 pays de l'UE à remporter, sur la première radio belge francophone Bel RTL. 
Entre mars 2017 et décembre 2024, il présente le magazine hebdomadaire La Faute à l'Europe? sur France Info, LCP et TV5, en compagnie des chroniqueurs Jean Quatremer, Kattalin Landaburu (jusqu'en 2022) et Jade Grandin de l'Eprevier. 
Entre janvier 2019 et août 2023, il présente le magazine économique Coûte que coûte diffusé en primetime le mercredi soir sur RTL TVI. Dès le numéro du 2 janvier 2019, le programme rencontre un succès audience (leader avec 34,5%).
En juillet 2023, il présente avec Alice Taglioni le Gala de la Croix Rouge dans la Salle des Etoiles de Monte-Carlo, avec la participation de Robbie Williams. Il anime également la soirée annuelle pour la Fondation Flavien afin de lever des fonds pour lutter contre les cancers pédiatriques. 
Il est membre du Comité d'organisation des épreuves de l'Automobile Club de Monaco et membre du conseil d'administration du Monaco Press Club. 

## Filmographie

### Documentaires
- 2019 : Grand Prix de Monaco, la légende avec la narration du prince Albert II, diffusé sur TF1, la RTBF, RTS, Channel 4 et dans 70 autres pays, avec les témoignages de grands pilotes et dirigeants de la F1, qualifié par L'Équipe de « superbe et émouvant »[32] et par Monaco-Matin de « documentaire de référence »[33].
- 2020 : Sommets, dans le secret des négociations européennes ou Bruxelles, ton univers impitoyable, documentaire avec un accès exclusif aux coulisses des réunions des chefs d'État européens. Diffusé en France (LCP et France 2) et à travers l'Europe (RTBF, ZDF, TVE), cette série est décrite par Le Monde comme « une plongée formidable en mode thriller au cœur du pouvoir européen » et comparée par Télérama à un « House of Cards européen ».
- 2021 : Albert Ier, un combat pour la paix avec la narration de Charles Berling, diffusé sur la RTBF, Public Sénat et Monaco Info, dans la sélection officielle du festival de Montréal Cinémania.
- 2022 : Accélère, accélère !, dix ans de F1 sur Canal+ avec Margot Laffite, Julien Fébreau, Franck Montagny et Laurent Dupin, diffusé sur Canal+.
- 2023 : Rainier III par lui-même avec la narration de Fanny Ardant, diffusé sur Canal+ et HBO aux États-Unis.
- 2024 : L'Europe face aux géants du numérique avec la participation des commissaires européens Thierry Breton et Margrethe Vestager, dans les coulisses de l'élaboration des lois pour contrer la toute-puissance des GAFAM. Ce film diffusé sur la RTBF et LCP est qualifié de « véritable thriller » par Les Échos et bat le record d'audience des replays de LCP avec plus d'1,6 million de vues en France.
- 2025 : Les Anges gardiens de Monaco avec la narration de Charles Leclerc. Un documentaire sur les commissaires de piste de l'Automobile Club de Monaco. « Passionnant » (Point de Vue), « touchant et humain » (Monaco Hebdo), réputés être « les meilleurs du monde » (L'Équipe). Diffusé sur Canal+, la RTBF et Monaco Info.

## Distinctions
Yann-Antony Noghès a été distingué chevalier dans l'ordre de Saint-Charles, plus haute distinction monégasque, en novembre 2012 par le prince Albert II et nommé au grade de chevalier de l'ordre des Arts et des Lettres en juillet 2021 par la ministre française de la Culture, Roselyne Bachelot.   